# Pleurogorgia plana
Pleurogorgia plana är en korallart som beskrevs av W. Versluys 1902. Pleurogorgia plana ingår i släktet Pleurogorgia och familjen Chrysogorgiidae. Inga underarter finns listade i Catalogue of Life.